# The Course of Empire
The Course of Empire (deutsch Der Weg des Imperiums) ist ein 1836 fertiggestellter fünfteiliger Gemäldezyklus des US-amerikanischen Landschaftsmalers Thomas Cole, des bedeutendsten Vertreters der Hudson River School. Die Bilder folgen einem klaren dramatischen Narrativ und schildern in leicht unterschiedlichen Landschaftsausschnitten – Wiedererkennungsmerkmal ist jeweils eine markante Klippe im Hintergrund – die Entwicklung einer Zivilisation von der Barbarei über ihre Blütezeit bis zur gewaltsamen Auflösung und dem damit einhergehenden Untergang und spielen auf die biologische Natur der Geschichte (also die Vergänglichkeit ihrer Epochen) an. Ausgestattet mit einer überbordenden allegorischen Symbolik zeigt der Zyklus, der – dem jeweiligen Stand der Sonne zu entnehmen – einen Tag durchläuft, die sich verändernde Beziehung des Menschen unter anderem zur Natur und zum Militär.
Inspiration für dieses Werk zog Cole vor allem aus einer dreijährigen Reise durch Europa, auf der er sowohl zahllose Gemälde anderer Romantiker in Museen sah, als auch den künstlerischen Austausch pflegte und in Italien römische Ruinen besuchte. Insbesondere diese Zeugnisse vergangener Kulturen faszinierten ihn und beeinflussten seine spätere Arbeit, speziell The Course of Empire, dahingehend, dass er darstellen wollte, dass jedes Imperium, ganz gleich wie machtvoll es ist, eines Tages verblassen und zerfallen wird. Zugleich verdeutlicht der Zyklus Coles Angst vor dem wachsenden Fortschrittswahn der US-Amerikaner zulasten der Natur und reflektiert vorherrschende religiöse, künstlerische, wissenschaftliche und soziopolitische Ideen innerhalb der US-amerikanischen Kultur der 1830er Jahre.
Der Titel der Gemäldeserie entstammt dem im 19. Jahrhundert sehr bekannten Gedicht Verses on the Prospect of Planting Arts and Learning in America, das George Berkeley 1726 verfasst hatte. Es spielt auf fünf Stadien der Zivilisation an. Die letzte Strophe beginnt mit der Zeile „Westward the course of empire takes its way“ und prophezeit, dass das kommende Imperium in Amerika entstehen werde.

## Der Zyklus
„Jedes noch so gut aufgestellte Staatsgefüge trägt in sich die Saat seiner Zerstörung: Und, obschon sie wachsen und sich für eine gewisse Zeit vervollkommnen, werden sie sich schon bald sichtbar ihrem Verfall entgegen neigen. Jede Stunde ihres Bestehens ist eine Stunde weniger, die sie zu bestehen haben.“

### IThe Savage State
Eröffnet wird der Zyklus mit dem Gemälde The Savage State (de.: Der wilde/primitive/unzivilisierte Zustand), das den Blick auf eine wildwuchernde, urwüchsige Naturlandschaft freigibt. Cole führt hier zwei wichtige Fixpunkte ein: Zum einen den Fluss, der in der rechten Bildhälfte nach links in Richtung einer Meeresbucht strömt, und zum anderen eine zentral angeordnete, markante hohe Klippe an deren rechtem Ufer im Hintergrund. Auf ihr ruht ein weithin sichtbarer Felsbrocken, der wesentlich für den Wiedererkennungswert dieser Formation verantwortlich ist. Im Verlauf der folgenden Bilder wird Cole den Standpunkt des Betrachters stets weiter flussabwärts verlagern, die Darstellung der Klippe zieht sich jedoch wie ein roter Faden durch den Zyklus. Es handelt sich bei dem Bild offensichtlich um eine morgendliche Momentaufnahme, da über dem Meer die Sonne aufgeht, während landseits die Wolken eines schweren Unwetters langsam abziehen. Von See aus wabern einige Nebelschwaden die Hügel am Ufer hinauf. Der Künstler selbst betonte in einem Brief an seinen Auftraggeber Luman Reed bezüglich seiner Idee des Bildes:
„There must be a flashing chiaroscuro, and the spirit of motion pervading the scene, as though nature was just springing from chaos.“
„Es muss ein aufleuchtendes Chiaroscuro geben, ebenso wie den Geist der Bewegung, der die Szenerie durchzieht, als ob die Natur just dem Chaos entsteigt.“
Die gesamte untere Hälfte des Bildes ist sehr dunkel gehalten und speziell im Vordergrund werfen felsige und überwucherte Vorsprünge drohende Schatten, die den Eindruck einer ungebändigten und möglicherweise auch gefährlichen, zumindest aber unheimlichen und noch nicht gänzlich erschlossenen Natur verstärken. Das Gemälde zeigt die Anfänge einer Zivilisation, die ihren Ursprung möglicherweise in jener Ansiedlung spitzer Wigwams auf der offenbar durch Rodung entstandenen Lichtung auf einem Plateau am rechten Flussufer – zu sehen am rechten Bildrand – hat. Einige Kanus im Fluss deuten darauf hin, dass die Bewohner bereits die Kunst des – wenn auch primitiven – Schiffbaus beherrschen und somit möglicherweise einen größeren Transport- und Bewegungsradius haben. In der linken Bildhälfte sticht zu Füßen der Baumgruppe ein in Felle gekleideter Jäger mit Pfeil und Bogen hervor, der einen fliehenden Hirsch jagt und bereits einmal getroffen hat. Das Tier springt gerade über den Bachlauf am unteren Rand und läuft auf ein Pentimento zu – eine durch die Ölfarbe schimmernde Spur einer darunter liegenden Schicht. Ursprünglich hatte Cole dort einen weiteren Jäger mit Pfeil und Bogen platziert, diesen dann aber übermalt. Der Alterungsprozess der Farbpigmente macht diese Korrektur nun sichtbar. Abgesehen vom Einzelgänger malte Cole auch eine aus mindestens vier Männern bestehende Jägertruppe, die möglicherweise zeigen soll, dass das Volk über ein ausgeprägtes Sozialverhalten verfügt und auch effektiv zusammenarbeiten kann. Ziel dieser auf einem Felsvorsprung etwas links der Bildmitte befindlichen Gruppe ist ebenfalls ein Hirsch, der in einiger Entfernung in der rechten unteren Ecke von mehreren Jagdhunden auf einer über dem Fluss aufragenden Klippe gestellt wurde. Die zugehörige Hirschkuh kann entkommen.
Die düstere Grundstimmung des Bildes vermittelt den Eindruck, dass ein Überleben in der Wildnis noch nicht als selbstverständlich angesehen werden kann und die Menschen ihr stets mühsam das Notwendigste für die eigene Existenz abringen müssen. Gleichzeitig deuteten der in warmen Farben gemalte Sonnenaufgang und die sich langsam zurückziehenden Gewitterwolken symbolhaft auf eine erfolgreiche Zukunft des Volkes hin.

### IIThe Arcadian or Pastoral State
Das zweite Gemälde trägt den Titel The Arcadian or Pastoral State (de.: Der arkadische oder ländliche Zustand) und zeigt ein gänzlich anderes, sehr viel weiterentwickeltes Zivilisationsbild. Der Standort des Betrachters ist weiter flussabwärts verlagert worden und befindet sich nun am linksseitigen Ufer des Stroms, unmittelbar vor dessen Mündung – ersichtlich wird dies unter anderem an der Klippe mit dem Felsbrocken, die sich in der linken Hälfte des Bildes am rechten Flussufer erhebt.
Dominiert wird das Gemälde von einem sich im Hintergrund in einiger Entfernung erhebenden Berg mit gespaltenem Gipfel, der über den spätvormittaglichen Dunst des Frühlings- oder Frühsommertages hinaus in den aufgeklarten, blauen Himmel ragt. Die Wildnis ist bis auf wenige Ausnahmen einer kultivierten Landschaft gewichen und sämtliche dargestellten Tiere sind als Nutz- oder Haustiere offensichtlich domestiziert. So ist beispielsweise in der Bildmitte eine Herde Schafe erkennbar, während am linken Rand ein Ochse vor einen Pflug gespannt ist. Lediglich die linke untere Ecke wirkt noch ein wenig in ihrer Ursprünglichkeit belassen. Der dort auf einem Baumstamm sitzende alte Mann mit weißem Vollbart, der mit einem Stock allem Anschein nach ein geometrisches Problem im Sand skizziert, kann als verknüpfendes Element mit dem ersten Gemälde – also als letzter Zeuge der vergangenen Zeit – gewertet werden. Auf einem Felsvorsprung über dem Wasser – relativ in der Bildmitte – steht ein aus Megalithen errichteter Tempel. Aus dessen Innerem steigt Rauch auf, der mutmaßlich auf dort dargebrachte Opfergaben hindeutet. Die Darstellungen von tanzenden Kindern auf der Wiese am rechten Rand, zahlreichen blühenden Pflanzen entlang der angelegten Wege sowie einer kleinen Bootsbauwerkstatt am Flussufer – die primitiven Kanus des ersten Bildes sind zu fortschrittlicheren Booten weiterentwickelt worden, die eine Vorahnung auf zukünftigen Seehandel und Expansion des Reichs geben – vermitteln das Bild einer sorgenfreien Gesellschaft. Verstärkt wird dieser Eindruck durch die in der rechten Bildhälfte entlangschreitende Frau in weißem Gewand, die den Vordergrund dominiert. Mit ihrer Handspindel und dem Rocken symbolisiert sie möglicherweise Klotho, deren Aufgabe als eine der drei Moiren der griechischen Mythologie es ist, den Lebensfaden zu spinnen. Darüber hinaus hebt die Strahlkraft ihrer Kleidung die Reinheit und Friedfertigkeit des abgebildeten Volkes abermals hervor. Ein paar Meter weiter den Weg entlang zeichnet ein Junge auf einer Steinbrücke ein primitiv-kindliches Bild der Frau. Dies kann als Versuch gedeutet werden, die Ursprünge der Malerei aufzuzeigen – eine im späten 18. und frühen 19. Jahrhundert beliebte Herausforderung unter Künstlern. Die Szene spielt auf die Legende von Giotto di Bondone an, dessen Talent angeblich in einer solchen Situation entdeckt wurde. Durch die Platzierung seiner Initialen direkt unterhalb des Jungen wollte Cole möglicherweise auch eine Eigenidentifizierung mit diesem schaffen; immerhin war auch seine Entdeckung 1825 durch John Trumbull sehr überraschend verlaufen. Eine andere Interpretationsmöglichkeit ist, dass Cole mit der Strichfigur auf seine eigenen Probleme beim Malen von Personen hindeuten wollte, die er als Landschaftsmaler oftmals hatte.
Es gibt im Gemälde auch einige Hinweise auf eine dem gegenwärtigen Zustand entgegengesetzte zukünftige Zivilisationsentwicklung. So platzierte Cole beispielsweise am rechten Bildrand einen offensichtlich abgeschlagenen Baumstumpf, der als Vorbote für die vollständige Kontrolle und Verdrängung der Natur durch den Menschen steht, die im folgenden Gemälde kulminiert. Zudem finden sich am linken Rand im unteren Drittel zwei Reiter auf Pferden, von denen der vordere einen militärisch anmutenden Helm trägt, und etwas links der Bildmitte ebenfalls im unteren Drittel ein einzelner Soldat in voller Ausrüstung, der gerade hinter einem Felsvorsprung hervortritt. Beide Motive deuten auf die künftige militärische Entwicklung, eine gewaltsame territoriale Erweiterung und damit einhergehende mögliche bevorstehende kriegerische Auseinandersetzungen hin.
Thomas Cole schuf mit The Arcadian or Pastoral State das Bild eines landschaftlichen Idylls, in dem die Menschen mit Flora und Fauna in nachhaltigem Einklang leben. Bereits der Name des Gemäldes deutet darauf hin, dass sich Cole am idealisierten Bild Arkadiens orientierte, einer Landschaft im Zentrum der griechischen Peloponnes, die schon in der Zeit des Hellenismus als Ort des Goldenen Zeitalters verklärt wurde. Unbelastet von mühsamer Arbeit und gesellschaftlichem Anpassungsdruck könnten die Menschen dort in der Natur als zufriedene und glückliche Hirten leben. Dieses Thema wurde bis in die Frühe Neuzeit von zahlreichen Künstlern verschiedentlich aufgegriffen – unter anderem auch in der Schäfer- und der bukolischen Dichtung.

### IIIThe Consummation of Empire
Sein drittes Zyklusbild betitelte Cole mit The Consummation of Empire (dt.: Die Vollendung des Reichs). Der Betrachter befindet sich nun zur Mittagszeit eines sonnigen Sommertages rechtsseitig der Flussmündung, an deren Ufern eine wohlhabende und hochentwickelte Stadt entstanden ist, die gerade ihre Blütezeit erlebt.
Beidseitig des Wassers erheben sich zahlreiche große Bauwerke aus weißem Marmor mit langen Säulenreihen, im Hintergrund wird die Mündung von zwei Leuchtfeuern markiert und im Vordergrund überspannt eine Brücke den Fluss. Das die linke Bildhälfte dominierende Gebäude ist ein hoher mehrstufiger Tempel. Dem Standort nach zu schließen, handelt es sich dabei mutmaßlich um einen Nachfolgebau der Megalithkonstruktion des zweiten Bildes. Ihm vorgelagert ist ein weiterer „archetypischer“ Säulentempel, dessen ausladende Freitreppen bis an das Wasser heranreichen. Dieser weist einen flachen Dreiecksgiebel auf, der mit einer allegorischen Bildhauerei versehen ist: Cole orientierte sich bei der Darstellung der zentralen Figur sehr stark an der Diana von Versailles, einer Statue der römischen Jagdgöttin Diana, die er während seiner Europareise von 1830 bis 1832 im Pariser Louvre gesehen hatte. Die Jagdszenen erinnern an den Ursprung der Zivilisation im ersten Bild. An einigen Stellen in der Stadt steigt Rauch von Altären oder Feuerschalen auf und die gesamte Szenerie wird – speziell hervorgehoben sei der vordergründige, scheinbar abgetrennte und von Soldaten bewachte Privatbereich einer Familie mit seinem großen Springbrunnen – von Luxus, Dekadenz, Überschwang und Opulenz dominiert. Auffallend ist der Stilmix, dessen sich Cole in diesem Gemälde bedient hat. So entschied er sich für die Darstellung sowohl dorischer als auch korinthischer Säulen; einige Viadukte, die Bogenbrücke und die Terrassen wirken römisch und auf einem steinernen Vorsprung der Tempelfreitreppe, der ins Wasser ragt, ruht eine ägyptische Sphinx.
Sämtliche Freiflächen der Stadt, Treppen, Straßen, Sockel und Balkone sind von unzähligen Menschen bevölkert, Fanfaren werden geblasen und auf dem Wasser kreuzen zahlreiche prunkvoll geschmückte Schiffe mit Lateinersegeln. Anlass der allgegenwärtigen Feierlichkeiten ist offenbar ein Triumphzug, der gerade die Brücke passiert und der von einem rotgewandeten und mit einem Lorbeerkranz bekrönten Herrscher angeführt wird, dessen Wagen ein Elefant vorgespannt ist. Möglicherweise wird ein Sieg in einer bedeutsamen Schlacht zelebriert, denn die goldenen Standbilder, unter denen die Prozession entlangzieht, deuten mit ihren Rüstungen, Speeren, Schwertern und Schilden darauf hin, dass es sich bei dem dargestellten Volk um eine militärisch hochgerüstete Zivilisation handelt. Abgerundet wird das Gesamtbild des kriegerisch erfolgreichen Volkes durch eine die Szenerie überblickende Statue der Minerva, die die rechte Bildhälfte dominiert, da sie – von Säulen getragen – von einer Terrasse in den blauen Himmel ragt. In der rechten Hand hält sie eine geflügelte Darstellung der Victoria. Diese Kombination dieser beiden römischen Göttinnen – Minerva als Göttin der Weisheit und der taktischen Kriegsführung sowie als Hüterin des Wissens und Victoria als Personifikation des Sieges und Hüterin des Reichs – steht, wie der Titel des Bildes andeutet, für die Vollendung beziehungsweise den vollendeten Erfolg des Reichs.
Ein wiederkehrendes Motiv in diesem Gemälde ist die absolute Dominanz des Menschen über die Natur, beziehungsweise die vollständige Verdrängung letzterer. Die markante Klippe am rechten Bildrand ist größtenteils urbar gemacht und bebaut und sowohl die künstlich in den Gärten der Paläste und Tempel angepflanzten Bäume – die insbesondere am linken Ufer an die hängenden Gärten der Semiramis erinnern – als auch die bepflanzten Vasen, von denen mehrere im vierten Quadranten zu sehen sind, verstärken den Eindruck, dass Botanik nur noch in kontrollierbaren, eng abgegrenzten Rahmen geduldet wird. Die weiße Vase unterhalb des von der marmornen Plattform herabhängenden Banners ist dem hellenistischen Borghese-Krater im Louvre nachempfunden. Ähnlich wie bereits im vorherigen Gemälde hat Cole erneut einen kleinen Hinweis auf das bevorstehende Schicksal des Reiches beziehungsweise der Stadt gesetzt: Am Wasserbecken des großen Springbrunnens im Vordergrund scheinen zwei Kinder miteinander zu spielen. Bei genauerem Hinsehen wird jedoch deutlich, dass einer der Jungen das Miniaturboot des anderen mit einem Stock im Wasser versenkt.

### IVDestruction
Destruction (de.: Vernichtung), das vierte Gemälde, hat nahezu die gleiche Perspektive wie das dritte – mit dem Unterschied, dass der Standpunkt des Künstlers etwas zurück und in die Mitte des Flusses verlegt wurde. Dies ermöglicht einen weiter gefassten Blick auf das Geschehen. So ist nun beispielsweise erkennbar, dass die lange Säulenreihe am rechten Ufer zu einem großen Palast gehört und die Brücke offenbar aus zwei Abschnitten besteht, die beiderseits von einem in die Flussmitte ragenden befestigten Sockelkomplex ausgehen. Auf diesem Gemälde ist lediglich der linke Teil der Querung zu sehen. Am linken Bildrand ist zudem am Hang noch der Tempel mit seiner goldenen Kuppel auszumachen; darüber hinaus existieren auch die zwei Leuchttürme noch, von denen der rechte allerdings eingestürzt ist.
Dargestellt wird die Erstürmung, Plünderung und Zerstörung der Stadt – was auf eine ähnliche Situation im gesamten Reichsgebiet hindeuten kann. Man vermutet, dass Cole auf die Plünderung Roms 455 durch die Vandalen Bezug nahm. Untermalt wird die apokalyptische Dramatik der Szenerie am Spätnachmittag durch einen Wetterumschwung im Vergleich zu den beiden vorherigen Bildern: Das Wasser ist durch offenbar stürmischen Wind aufgewühlt und im Hintergrund dringt durch Nimbostratus-Wolken fernes Wetterleuchten. Es lässt sich nicht mit Sicherheit sagen, ob die Invasoren die Stadt auf dem Seeweg erreichten oder landseitig angegriffen haben. Unzählige bewaffnete Soldaten in diversen Schiffen könnten allerdings auf erstere Version hindeuten. Klar scheint, dass den Stadtbewohnern sämtliche Fluchtwege abgeschnitten worden sind. Viele versuchen daher, in Schiffen flussabwärts zu fliehen. Auf den dargestellten Sockeln der Hafenmauern herrscht Chaos und zahlreiche leblose Körper treiben im Wasser. Die Brücke über den Fluss ist zumindest teilweise eingestürzt – möglicherweise durch die Kollision eines Schiffes. Über die entstandene Lücke hat man ein hölzernes Provisorium gelegt, das dem Gewicht der Massen jedoch kaum standhält und sich durchbiegt. Im Gedränge stürzen die Menschen in den Fluss oder versuchen verzweifelt, sich an den Holzbohlen festzuklammern. Cole bildet in dem Gemälde sehr explizit die Gräueltaten der Invasoren ab. So sind etwa Blutlachen und -rinnsale, abgeschlagene Gliedmaßen und auch Opfer, denen ein Pfeil im Hals steckt, zu sehen. Die einfallenden Truppen ziehen offensichtlich brandschatzend durch die Stadt. Darauf deuten zum einen die allgegenwärtige massive Rauchentwicklung und die aus den oberen Stockwerken des Palastes am rechten Flussufer schlagenden Flammen hin – aber auch der Soldat, der sich am Fuß der Statue vom Kampfgeschehen abgewendet hat und mit einer Fackel in der Hand in Richtung des Palastes strebt. Auch mindestens zwei Schiffe haben Feuer gefangen und treiben manövrierunfähig auf dem Wasser. Die Zivilisten werden offenbar wahllos getötet oder misshandelt. In ihrer Furcht flehen einige Einwohner um Hilfe. Besonders deutlich zeigt sich dies auf den Stufen der großen Hafentreppe im rechten Bilddrittel. Dort reckt eine Frau, zu deren Füßen ein getötetes Kleinkind liegt, verzweifelt ihre Hände in die Höhe und scheint die marmorne Monumentalstatue anzubeten. Das Standbild, das – angelehnt an den Borghesischen Fechter – einen vorwärts strebenden Krieger zeigt und an den Jäger im ersten Zyklusbild erinnert, hat bereits schwere Beschädigungen erlitten. Unter anderem wurde ihm der Kopf abgeschlagen, der nun einige Meter weiter neben einem Brunnen liegt.
Zentrales Element des Gemäldes ist abermals – wie bereits in The Arcadian or Pastoral State – eine Frau in weißem Gewand. Sie ist exakt mittig im unteren Viertel des Bildes platziert und scheint sich durch einen Sprung von der Kaimauer dem Zugriff eines sie verfolgenden Soldaten entziehen zu wollen. Zwar kann dieser ihr rotes Übertuch greifen – ob der Frau jedoch die Flucht gelingt und ob sie den Sprung überlebt, bleibt der Interpretation des Betrachters überlassen. Stand die Farbe ihrer Kleidung im zweiten Zyklusbild noch symbolisch für die Sorglosigkeit und Reinheit einer ganzen Zivilisation, macht sie sie nun zur letzten Personifikation der Hoffnung für die Stadt. Dementsprechend würde ihr Tod auch den sicheren Untergang des Reichs bedeuten. Eine zweite Interpretationsmöglichkeit liegt im moralisch-belehrenden Ansatz von Coles Gemälde: Demnach könnte die Frau die einzige Person sein, die in der Dekadenz, der Maßlosigkeit und dem Überschwang der vorangegangenen Epoche tugendhaft lebte.

### VDesolation
Viele Jahre später eröffnet das fünfte Bild Desolation (dt.: Verlassenheit) eine abschließende Ansicht der Szenerie. Die Zivilisation ist vor langer Zeit untergegangen und die ehemals florierende Stadt liegt in Trümmern. Zahlreiche Ruinen säumen die Flussufer und die Natur hat sich ihren Platz größtenteils zurückerobert. So überwuchern beispielsweise Büsche, Farne und Efeu die architektonischen Überreste. In der menschenleeren Umgebung haben sich auch wieder Tiere angesiedelt: Unter anderem steht im Vordergrund des rechten Bilddrittels ein schwarz gefiederter Reiher im Wasser, auf der markanten Säule nisten Vögel und auf einem Marmorblock unterhalb des verfallenen Tempels am linken Flussufer steht ein Reh – ein verbindendes Element zum ersten Gemälde, in dem das Reh gejagt wurde.
Obschon Cole deutlich macht, dass die Natur auch ohne menschliche Einflüsse überleben kann und letztlich diese sogar überdauert, strahlen die Ruinen doch eine melancholische Erhabenheit aus. Das Gemälde spiegelt eine friedliche Ruhe wider, und über dem Horizont geht in der fahlen herbstlichen Abenddämmerung der Mond auf – womit der Zyklus, der einen Tag durchlaufen hat, auch symbolisch endet. Die große Säule im Vordergrund reflektiert die letzten Strahlen der hinter dem Betrachter untergehenden Sonne.

## Hintergrund

### Entstehung
Thomas Cole war gegen Ende der 1820er Jahre ein erfolgreicher Landschaftsmaler, der speziell für seine Panoramen am Hudson River berühmt war und sich auch als Gründer der so genannten Hudson River School hervortat. Er entwickelte jedoch Ambitionen, die Landschaftsdarstellung lediglich als Grundlage und Rahmen für einen höheren Verwendungszweck zu nutzen und um 1827 konzipierte er erstmals einen Zyklus, der Aufstieg und Fall einer Zivilisation zeigen sollte. Einige Jahre später begann er, seine Ideen zu skizzieren und weiterzuentwickeln. Erfolglos versuchte er, den Mäzen Robert Gilmor aus Baltimore von seinen Plänen zu überzeugen.
Schließlich traf er gegen Ende des Jahres 1832, unmittelbar nach der Rückkehr von seiner Europareise, den einflussreichen New Yorker Kaufmann und Kunstmäzen Luman Reed, der mit einem Konfektionsgroßhandel zu Reichtum gekommen war und sich auf Grund dessen im selben Jahr bereits hatte zur Ruhe setzen können. Er war bereits für längere Zeit ein Förderer diverser Maler gewesen – neben Cole unterstützte er beispielsweise auch Asher Brown Durand, William Sidney Mount, Samuel F. B. Morse und George Whiting Flagg – und teilweise auch eng mit ihnen befreundet. Auf Grund des Mangels an Museen und Galerien in der Stadt, beschloss Reed, das ihm zu Teil gewordene Vermögen zur Zusammenstellung einer hochklassigen Kunstsammlung zu verwenden und diese der Öffentlichkeit zugänglich zu machen. Im dritten Stock seines Stadthauses in der Greenwich Street – unweit von Coles Atelier, das an der Ecke Wall Street/Broadway lag – richtete er daraufhin eine zweiräumige Galerie ein, die einen Tag pro Woche für jedermann geöffnet war. Bereits seit 1829 fanden dort die Treffen des Sketch Club statt, aus dem sich später der noch heute bestehende Gentlemen’s Club Century Association formierte. In den Gesprächsrunden fanden sich führende Künstler, Schriftsteller und Sammler zusammen und diskutierten über aktuelles Zeitgeschehen und intellektuelle Problemstellungen der Kunst. Reed finanzierte Durand die Produktion einer Gemäldeserie der ersten sieben Präsidenten der Vereinigten Staaten, die seiner noch jungen Sammlung rasch einen historisch-relevanten Anspruch verschaffen sollte. Zeitgleich hatte er auch ein pièce de résistance – also ein herausragendes Hauptwerk – für seine Kollektion im Sinn. Dieses sollte Cole mit seinem Zyklus liefern.

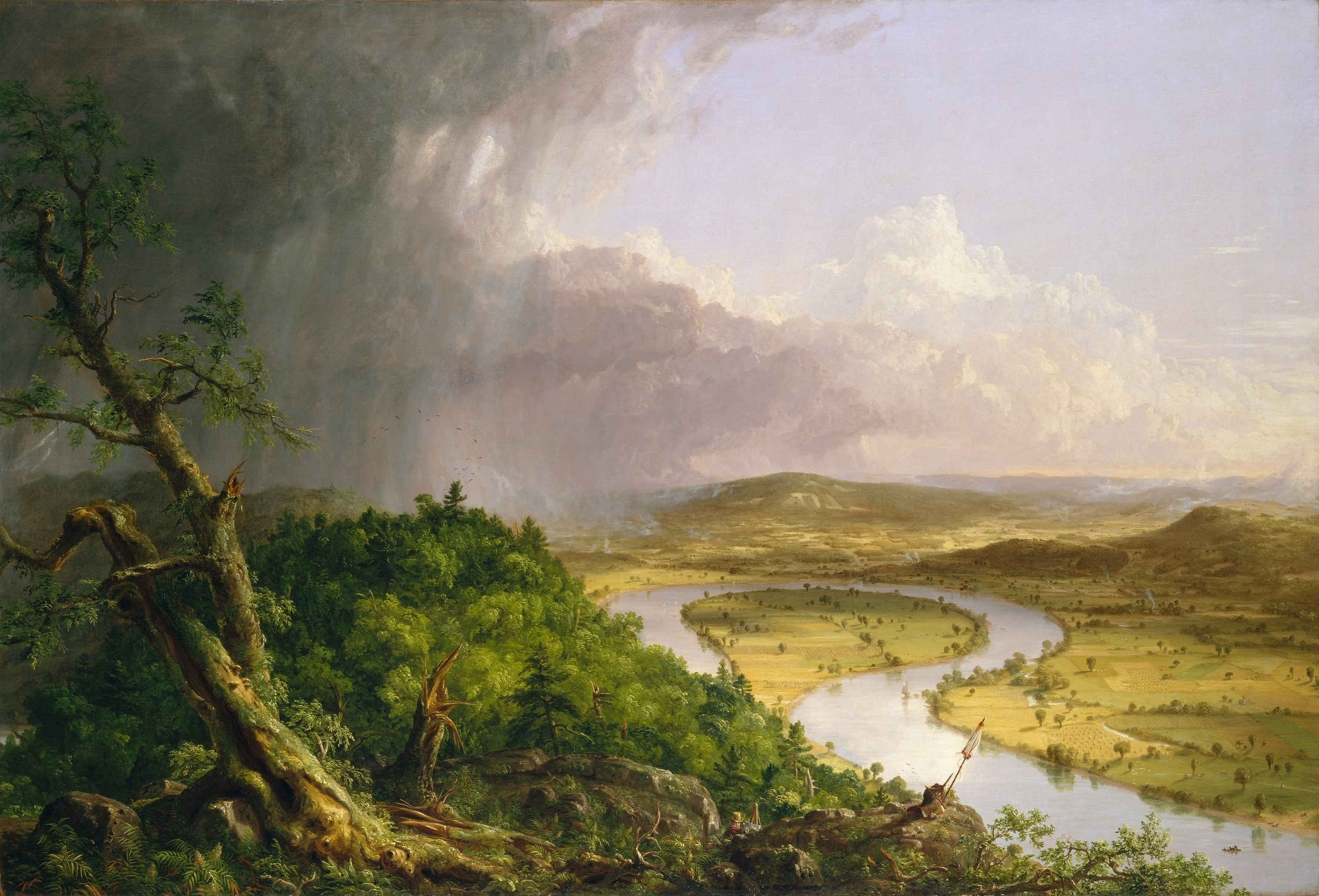
Um sich von der Historienmalerei abzulenken, schuf Cole während der Arbeit am Zyklus View from Mount Holyoke, Northampton, Massachusetts, after a Thunderstorm, bekannt als The Oxbow.

Zunächst euphorisiert, machte er sich sogleich an die Arbeit und suchte, seine Skizzen und Ideen auf Leinwand umzusetzen. Im Herbst 1835 stellten sich bei ihm allerdings erste Zweifel am Projekt ein. Die umfangreiche Aufgabe war langwierig, kleinteilig und mühselig. Reed bemerkte den Gemütswandel seines Günstlings und schlug vor, die Arbeit am Zyklus zu unterbrechen und stattdessen etwas zu malen, das eher Coles Naturell als Landschaftsmaler entsprach. Dieses Werk sollte im April 1836 auf der jährlichen Ausstellung der National Academy of Design präsentiert werden. Cole antwortete jedoch per Brief, er fühle sich auf Grund Reeds umfangreicher finanzieller Unterstützung der Fertigstellung verpflichtet, wolle das letzte Gemälde beenden und dann dieses in der Ausstellung zeigen. Reed gefiel die Idee nicht, da er befürchtete, dass somit vorab Inhalt und Gestaltung des Zyklus öffentlich bekannt würden. Stattdessen regte er an, Cole solle ein Bild ähnlich dem zweiten Zyklusgemälde malen, das sehr landschaftlich dominiert ist. Im März 1836 stimmte der Maler diesem Vorschlag zu und schrieb an seinen Geldgeber:
„Fancy pictures [feststehender Begriff, der Genreszenerien beschreibt, die eine Handlungslinie beinhalten] verkaufen sich selten & sie benötigen normalerweise mehr Zeit als [Landschafts]skizzen, daher habe ich beschlossen, eine der letzteren zu malen. Ich habe bereits einen Blick vom Mount Holyoke begonnen – es ist eine der besten Szenerien, die ich in meinem Skizzenbuch habe & ist sehr bekannt – es wird originell sein und, wie ich denke, effektiv – ich konnte kein ihrem [eigentlich seinem] zweiten Bild sehr ähnliches Modell finden & die Zeit würde es mir nicht erlauben, eines auszudenken.“
Darüber hinaus erwähnte er, dass er eine größere Leinwand nutzen würde, da er in der Kürze der Zeit keinen kleineren Rahmen herrichten könnte, und dass er sich gezwungen fühle, mit dem einen präsentierten Bild eine bedeutende künstlerische Aussage zu treffen. Das Gemälde, das letztlich aus diesem Schaffensprozess hervorging, war View from Mount Holyoke, Northampton, Massachusetts, after a Thunderstorm, besser bekannt als The Oxbow. Anschließend setzte Cole seine Arbeit an The Course of Empire fort. Dabei hatte er insbesondere Schwierigkeiten mit dem Malen von Figuren, mit dem er sich als Landschaftsmaler zuvor höchst selten beschäftigt hatte; der Zyklus erforderte von ihm nun jedoch die Darstellung zahlloser Menschen. Cole wandte sich daher an Asher Brown Durand und bat ihn, ihm ein Modell eines „kleinen kämpfenden Gladiators“ zu schicken, das ihm bei der Komposition der Figuren helfen sollte. Einige Exemplare dieser Modelle sind noch heute im Besitz der Cedar Grove Collection.
Interessant für die Betrachtung der Entstehung des Zyklus sind Coles erhalten gebliebene Skizzen und Vorzeichnungen, die seine Grundideen und Hintergrundgedanken verdeutlichen. Sie zeigen zudem, wie besessen er daran arbeitete, die richtigen visuellen Effekte für seine dramatische Serie zu setzen. Aus der Skizze für Destruction (heute im Detroit Institute of Arts) geht beispielsweise hervor, dass ursprünglich ein riesiger Löwen-Springbrunnen die rechte vordere Bildhälfte dominieren sollte. Er wurde in der endgültigen Fassung durch die beschädigte Statue ersetzt, die dem Bild – passend zum allgegenwärtigen Kriegsgeschehen – eine wesentlich unruhigere Atmosphäre verleiht. An die Ursprungskonzeption erinnert nur der kleine Löwenkopf-Wasserspeier in der äußersten rechten unteren Ecke. Ebenfalls in einer Skizze hielt Cole fest, in welcher Anordnung er die Gemälde in Reeds Galerie um einen Kamin herum arrangiert und aufgehängt haben wollte. Das dritte und größte Gemälde, The Consummation of Empire, sollte dabei das Zentralmotiv werden – umrahmt vom Aufstieg (erstes und zweites Bild) der Zivilisation auf der einen und ihrem Abstieg (viertes und fünftes Bild) auf der anderen Seite.
Der Finanzier erlebte die Komplettierung allerdings nicht mehr: Luman Reed verstarb 1836 unerwartet im Alter von erst 49 Jahren. Ungeachtet der Trauer und des schmerzhaften Verlustes vollendete Cole die fünf Bilder auf Bitten von und ermutigt durch Reeds Familie, die ihm eine Vergütung von 5000 US-Dollar in Aussicht gestellt hatte, äußerst kurzfristig.

### Einflüsse
„Die meiste Zeit seines Lebens war Cole hin- und hergerissen zwischen Natur und Kultur; wie auch viele Europäer beugte er sich zumeist der von Claude Lorrain eingeführten langlebigen Landschafts-Tradition. The Course of Empire, konzipiert in Italien, ist ein [paen] nicht nur in Bezug auf die zyklische Beschaffenheit der Zivilisation, sondern in Bezug auf die Dreieinheit von Claude, J. M. W. Turner und John Martin. Künstlerische Präzedenzfälle wurden in Coles Phantasie durcheinandergeworfen mit der Natur, die er leidenschaftlich beobachtete.“

Wesentlichsten Einfluss für und auf die Entstehung von The Course of Empire – der das wachsende Interesse unter den Angehörigen der US-amerikanischen Elite an antiker Geschichte widerspiegelt – hatte Coles erste Europareise, die er zwischen dem 1. Juni 1829 und November 1832 zusammen mit William Cullen Bryant unternahm. Man reiste quer durch den Kontinent, bildete sich in Museen unter anderem in London, Paris, Florenz, Rom und Neapel weiter und unternahm ausgiebige Landschaftsstudien. Vor allem sein Aufenthalt in Italien brachte Cole idealistische Themen und Vorstellungen näher. Als typischer Vertreter der Romantik suchte er auch in seiner Landschaftsmalerei moralische Werte auszudrücken und Themen zu behandeln, die zuvor der Historienmalerei vorbehalten waren.
Besonders sein Interesse erregten die wilden Landschaftsbilder des italienischen Barock-Malers Salvator Rosa mit ihren dramatischen felsigen Klippen, abgebrochenen Bäumen und stürmischen Himmelsdarstellungen, die sowohl in Coles Augen als auch in denen zahlreicher anderer Künstler der damaligen Zeit die ästhetischen Merkmale der Erhabenheit auf das Beste veranschaulichten. Im Pariser Musée du Louvre entdeckte er beispielsweise Rosas Paesaggio roccioso con cacciatori e guerrieri von 1670. Für sein erstes Zyklusgemälde The Savage State übernahm er neben der ungebändigten Landschaft auch einen sehr ähnlichen Einsatz der Naturelemente, um einen dramatischen Eindruck zu vermitteln.
In Paris studierte Cole während der Reise ferner eingehend das Werk des französischen Landschaftsmalers Claude Lorrain. Wie viele ambitionierte Landschaftsmaler seiner Zeit fühlte sich auch Cole Lorrains charakteristischen, klassischen Szenerien verpflichtet: Ausbalancierte Arrangements von Bäumen und Gebäuden fassen eine zentrale Landschaft, die gewunden gegen einen lichtdurchfluteten Horizont zurücktritt. Ein US-amerikanischer Pionier dieser anmutigen Kompositionen war Washington Allston, der dies insbesondere in seinem Bild Italian Landscape von 1814 zeigte. Über einen Vermittler riet Allston seinem Landsmann ausdrücklich, während der Reise durch Europa auch Lorrains Werk zu studieren. Als Cole sich 1832 schließlich in Rom aufhielt, soll er in einem Atelier gearbeitet haben, das einst Lorrain nutzte. Später in den 1840er Jahren war er auch als „Amerikanischer Claude“ bekannt. Lorrains Einfluss auf den Zyklus ist beispielsweise an den leichten Farben, kultivierten Landschaften und der sanften Pinselführung, die The Arcadian or Pastoral State auszeichnen, zu erkennen und einzelne Elemente aus Port maritime: l'embarquement de la reine Ursula, wie etwa die säulengetragenen Hafengebäude mit Freitreppen zum Wasser, finden sich in The Consummation of Empire wieder.
Weitere Inspiration für dieses dritte Zyklusbild fand der Maler unter anderem in William Turners Dido Building Carthage (auch The Rise of the Carthaginian Empire), das er 1829 in einem Londoner Atelier sah. Als wiedererkennbare Elemente sind unter anderem die Säulentempel, der die Stadt durchfließende Fluss sowie die im Vordergrund mit einem kleinen Schiff spielenden Kinder zu nennen. Cole schrieb über Turners Werk:
„The building of Carthage is a splendid composition & full of poetry. Magnificent piles of Architecture, some finished and some incomplete, fill the sides of the picture while the middle of it is a bay or arm of the sea that comes to the foreground, glittering in the light of the sun which rises directly over it. The figures, vessels, sea are very appropriate. The composition very much resembles some of Claude’s.“
„The building of Carthage ist eine brillante Komposition & voller Poesie. Prachtvolle Architekturwerke, einige vollendet und einige unfertig, füllen die Seiten des Bildes während dessen Mitte eine Bucht oder einen Meeresarm darstellt, der sich in den Vordergrund zieht, glitzernd im Licht der direkt darüber aufgehenden Sonne. Die Figuren, Schiffe, das Meer sind sehr zweckdienlich. Die Komposition ähnelt stark einigen von Claude [Lorrain].“
Darüber hinaus traf sich der Maler in London auch mit John Constable, einem berühmten britischen Vertreter der romantischen Landschaftsmalerei, dessen Werk aus der Spannung zwischen genauer Naturbeobachtung und der Vernachlässigung der Linie zugunsten der Farbwirkung lebt. Besonderen Eindruck hinterließen bei Cole die Ruinen, die er in Italien, insbesondere in der Campagna Romana, besichtigte. Es waren die ersten Zeugnisse untergegangener Zivilisationen, die er sah, da es ähnliches in den Vereinigten Staaten nicht gibt. Er griff die Thematik romantisch überwachsener Ruinen in zahlreichen seiner späteren Werke auf, unter anderem in Desolation.

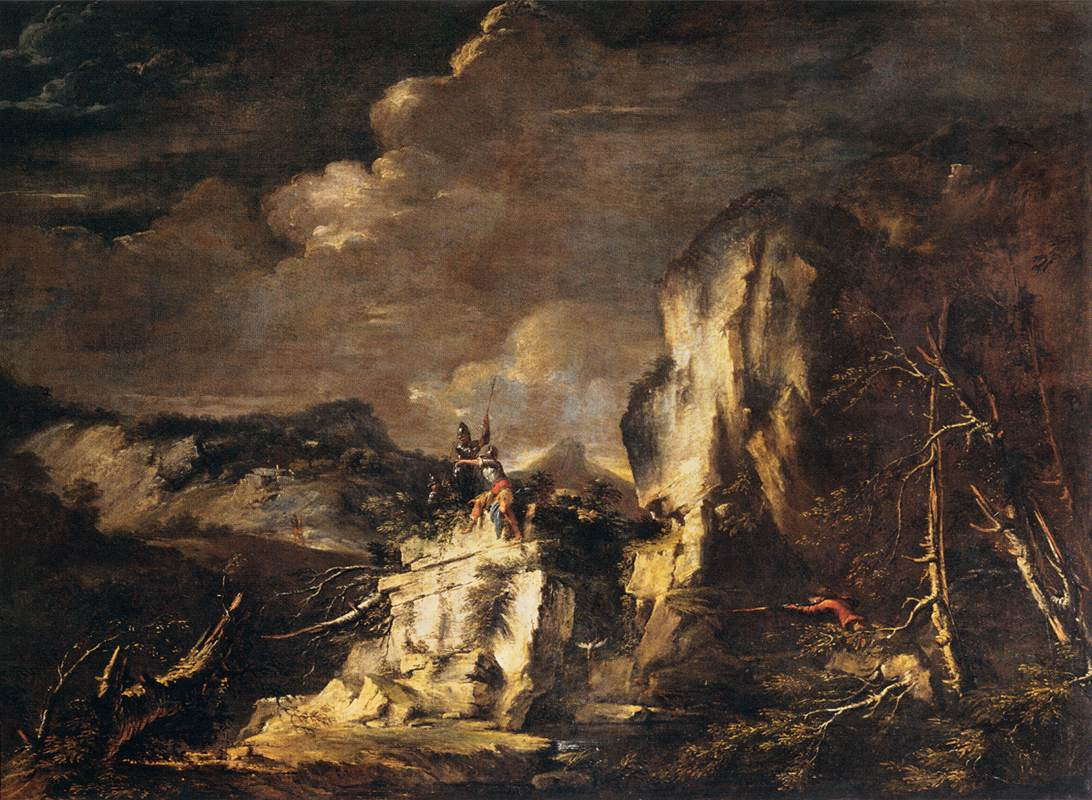
Rosa: Paesaggio roccioso con cacciatori e guerrieri (1670)
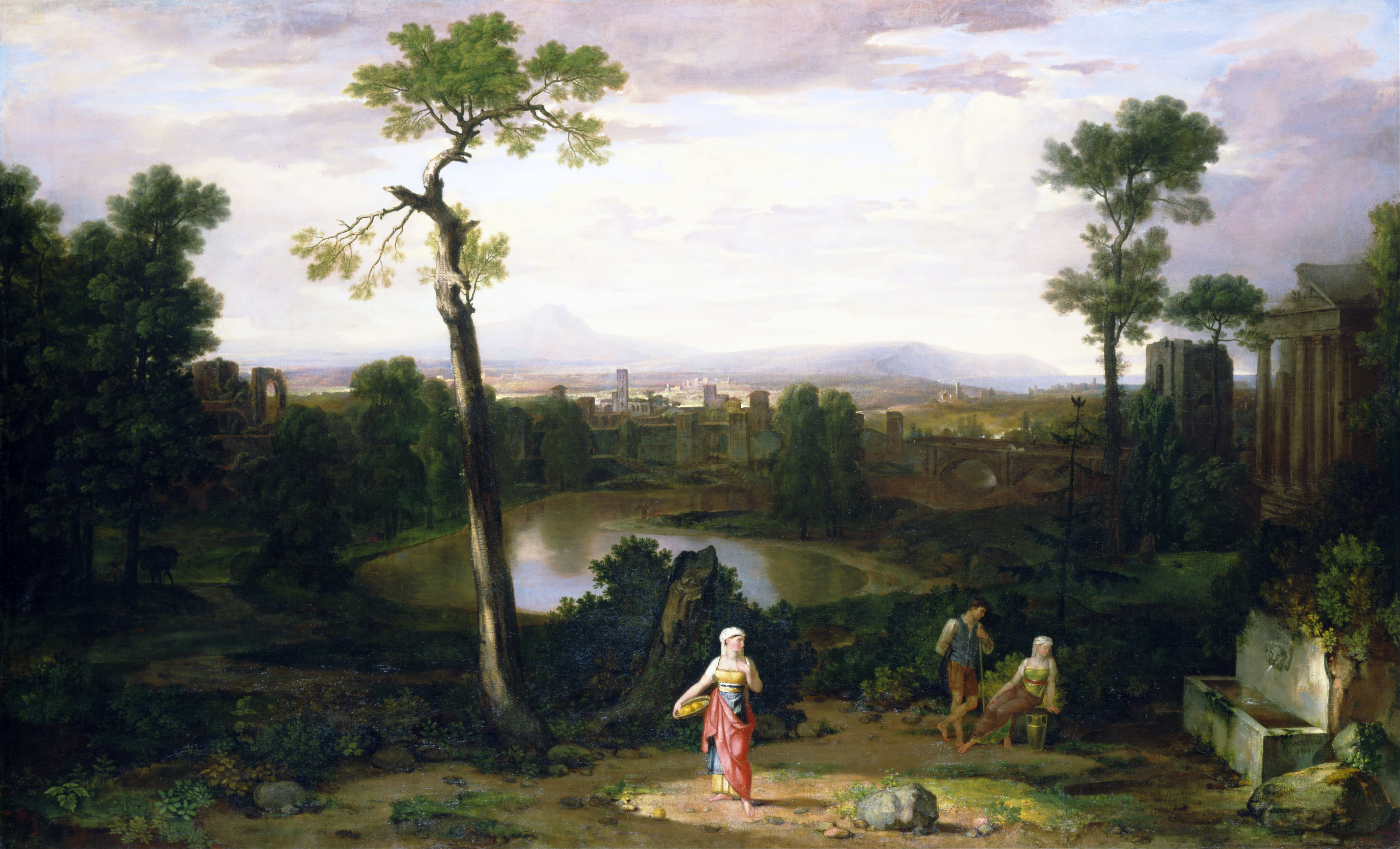
Allston: Italian Landscape (1814)
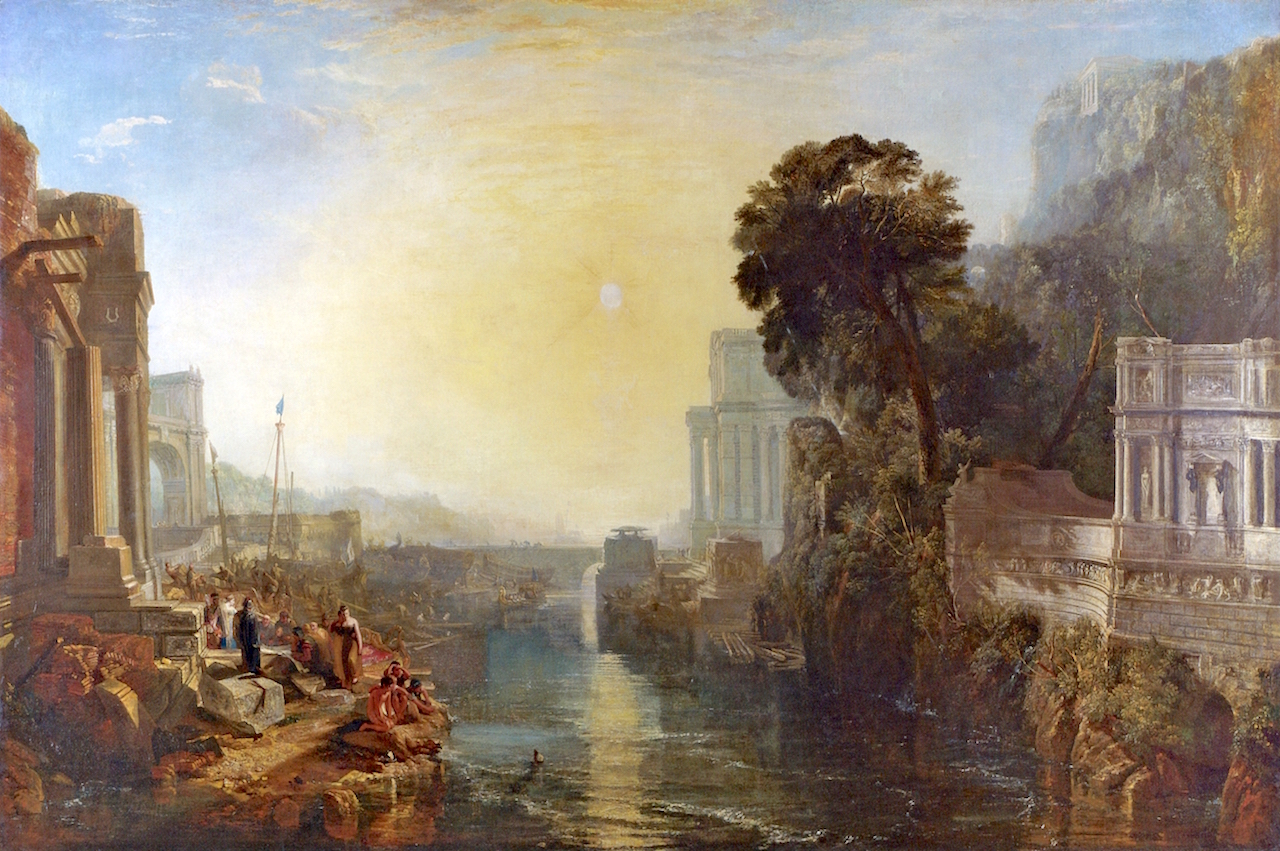
Turner: The Rise of the Carthaginian Empire (1815)
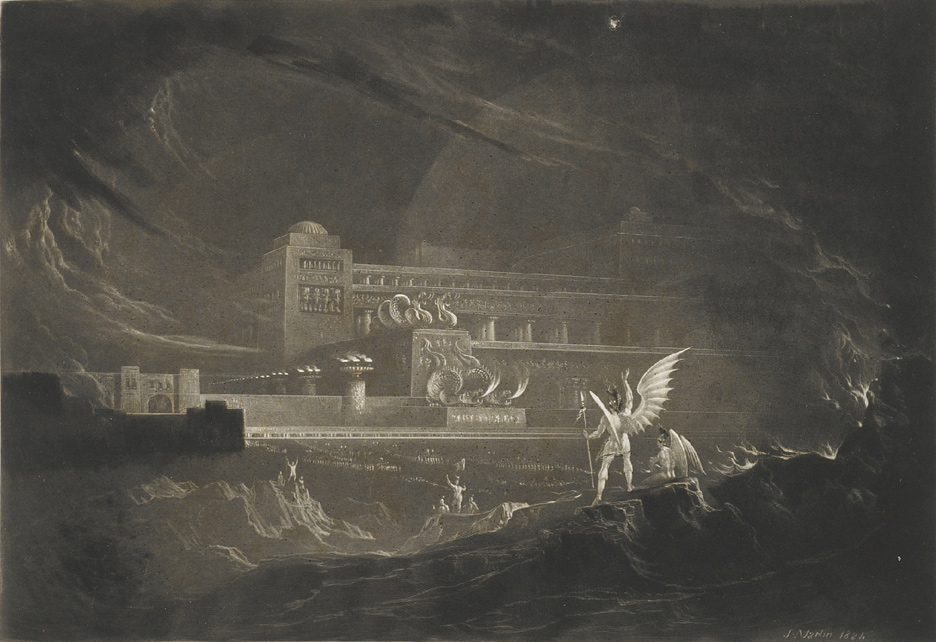
Martin: Pandemonium (1825)

Der britische Maler und Grafiker John Martin fertigte in den 1820er Jahren mehrere Schabkunst-Illustrationen für John Miltons episches Gedicht Paradise Lost. Eine von ihnen, Pandemonium (en.: „Chaos“ beziehungsweise „Tumult“, von altgriechisch: παν pan „all“ beziehungsweise „ganz“ und δαίμων daimon „göttliches Wesen“, siehe Pandemonium) aus dem gleichnamigen Kapitel, diente dem Panoramamaler Robert Burford (* 1791; † 1861) als Vorlage für ein Gemälde gleichen Namens. Dieses sah Cole 1829 in London und bezog daraus offenbar seine Inspiration für Destruction, das ähnliche Kompositionselemente aufweist – beispielsweise die weitläufige und säulengetragene Architektur sowie eine hell leuchtende, Hoffnung spendende Figur im Vordergrund. Auch die verwirbelten Wolken und Rauchschwaden finden sich in beiden Bildern.
Zudem ließ sich der Maler aus der Literatur von Edward Gibbons The History of the Decline and Fall of the Roman Empire beeinflussen.

### Provenienz
Vor der offiziellen Übergabe der Auftragsarbeit benötigte Cole kurzfristige finanzielle Absicherung und organisierte daher im gemieteten Bereich der Clinton Gallery in der National Academy of Design eine Privatausstellung der Gemäldeserie. Er bewarb sie in den Unterhaltungsrubriken lokaler Zeitungen und veröffentlichte ein Flugblatt. In diesem bediente er sich eines Zitates aus der Verserzählung Childe Harold’s Pilgrimage des britischen Dichters George Gordon Byron, um dem Zyklus ein Motto zu geben:
| There is the moral of all human tales; ’tis but the same rehearsal of the past. First Freedom, and then Glory – when that fails, wealth, vice, corruption – barbarism at last. And History, with all her volumes vast, hath but one page. | Das ist die Moral aller menschlicher Geschichten; es ist aber die gleiche Prüfung wie in der Vergangenheit. Zuerst Freiheit und dann Pracht – wenn dies scheitert, Reichtum, Laster, Korruption – letzten Endes Barbarei. Und die Geschichte, mit ihren unermesslich vielen Bänden, hat doch nur eine Seite. |

Außerdem schrieb der Maler zu jedem Bild einen Erläuterungstext. Die Ausstellung dauerte vom 15. Oktober 1836 bis kurz vor Weihnachten des gleichen Jahres – der Eintrittspreis lag zwischen 50 Cent und einem US-Dollar – und war für damalige Verhältnisse außergewöhnlich erfolgreich und die zur damaligen Zeit finanziell gewinnträchtigste in den Vereinigten Staaten; auch überstieg sie Coles vorherige Reputation als Maler.
Bis 1844 verblieben die Bilder im Besitz der Familie Reed, ehe deren komplette Sammlung einschließlich aller Gemälde von Thomas Cole von einer Gruppe ehemaliger Partner und Investoren Reeds erworben wurde, die daraufhin die New-York Gallery of the Fine Arts gründeten, um die Bilder dauerhaft zu bewahren. Als diese 14 Jahre später aus finanziellen Gründen geschlossen werden musste, wurde The Course of Empire 1858 der New-York Historical Society geschenkt, wo der Zyklus den Grundstock für die heute renommierte Sammlung US-amerikanischer Landschaftsmalereien bildete und in deren Besitz er sich noch heute befindet. Im Laufe der Jahrzehnte war die Serie jedoch vorübergehend als Leihgabe unter anderem für Sonderausstellungen bereits in zahlreichen Galerien und Museen zu sehen, so zum Beispiel 2002 in der Tate Britain in London.

### Einordnung in Coles übriges Werk
Zum Zeitpunkt der Entstehung von The Course of Empire war Cole ein anerkannter Landschaftsmaler, der sich in seiner frühen künstlerischen Schaffensphase darauf konzentrierte, mit seinen Bildern die individuelle Qualität und Schönheit realer lokaler Landschaftsgegebenheiten mit unvergleichlicher Sensibilität herauszuarbeiten, etwa in Sunrise in the Catskill Mountains (1826) oder in View in the White Mountains (1827). Zunächst favorisierte er daher erhabene Motive unberührter Natur anstatt zivilisatorische Institutionen. Später verlagerte er die Landschaftsmalerei über bloßes Beschreiben und Nacherzählen einer Naturszenerie hinaus und hob sie auf das Niveau der Historienmalerei.
1832 sandte Cole ein Gemälde namens A Wild Scene (Baltimore Museum of Art) an Robert Gilmor in Baltimore, den er damit als Förderer gewinnen wollte. Zuvor beschrieb er es als „ein großes Bild, das mit geeigneten primitiven Figuren ein romantisches Land oder ein perfektes Stadium der Natur repräsentiert. Es ist keine Szene aus einem bestimmten Land aber eine generelle Idee einer Wildnis“. Nachdem die Finanzierung durch Luman Reed letztlich gesichert war, entstand auf der Grundlage dieses Gemäldes The Savage State, der Zyklusauftakt. In beiden Bildern nutzt Cole als Motive turbulent vom Sturm aufgewühlte Wolken, einen dominierenden, aus den Wolken hervorstechenden Berg und Ureinwohner auf der Jagd. Der Kunsthistoriker Ellwood C. Parry merkt allerdings an, dass der Maler bereits in der Vorstudie (The Art Museum, Princeton University) zum Savage State den rahmenden großen Vordergrund-Baum aus A Wild Scene von der rechten auf die linke Seite umplatziert habe und auch die Figur des Jägers von der extrem linken Seite weiter in die Mitte rückte. Diese Änderungen berücksichtigen das intendierte Arrangement des Zyklus in der Galerie, da der Blick des Betrachters dadurch ins Zentrum des Bildes und damit auch ins Zentrum der folgenden Zyklusbilder gelenkt würde.
Auffallend bei einem Blick in dessen Œuvre ist, dass seine Motivwahl auch nach Fertigstellung des Zyklus zumindest ähnlich blieb. Deutlich wird dies beispielsweise am 1838 fertiggestellten Diptychon The Past und The Present, der eine Ritterburg im Wandel der Jahrhunderte zeigt. Durch ihren Verfall und die Überwucherung mit Flora wird abermals die Thematik der Vergänglichkeit menschlicher Zivilisationsinstrumente deutlich. Die romantisch-melancholische Darstellung der Ruinen im Abendlicht – ähnlich wie in Desolation – verstärkt gleichzeitig auch den Eindruck, dass die Rückeroberung des Raumes durch die Natur ein wünschenswerter Urzustand sei. Auf diesen Gedanken spielt auch Italian Coast Scene with Ruined Tower an, wobei in diesem Gemälde durch die Küstenszenerie in fahler Abenddämmerung eine noch direktere Referenz auf das letzte Zyklusbild geschaffen wurde. Offenbar nachhaltig geprägt von den römischen Ruinen, die er in Italien gesehen hatte, verarbeitete Cole diese in zahlreichen Bildern. Auch das Thema aus The Consummation of Empire griff er wieder auf. In The Dream of the Architect präsentiert er abermals einen unüberschaubar riesigen, am Ufer einer Flussmündung gelegenen Palast mit langen Säulenreihen und vergoldeten Kuppeln, auf dessen Vorplatz ein großer Springbrunnen sprudelt. Erneut deutet die Komposition auf eine Nation oder ein Reich auf dem politischen und gesellschaftlichen Höhepunkt seiner Entwicklung hin und erneut kombiniert Cole mehrere Architekturstile in einem einzigen Gebäude. So ist der im Hintergrund angeordnete Hauptbau des Bauwerks zum Beispiel Palästen des alten Ägyptens nachempfunden – verdeutlicht wird dies durch die zwei Obelisken, die vor dessen Hauptportal am Ufer stehen.

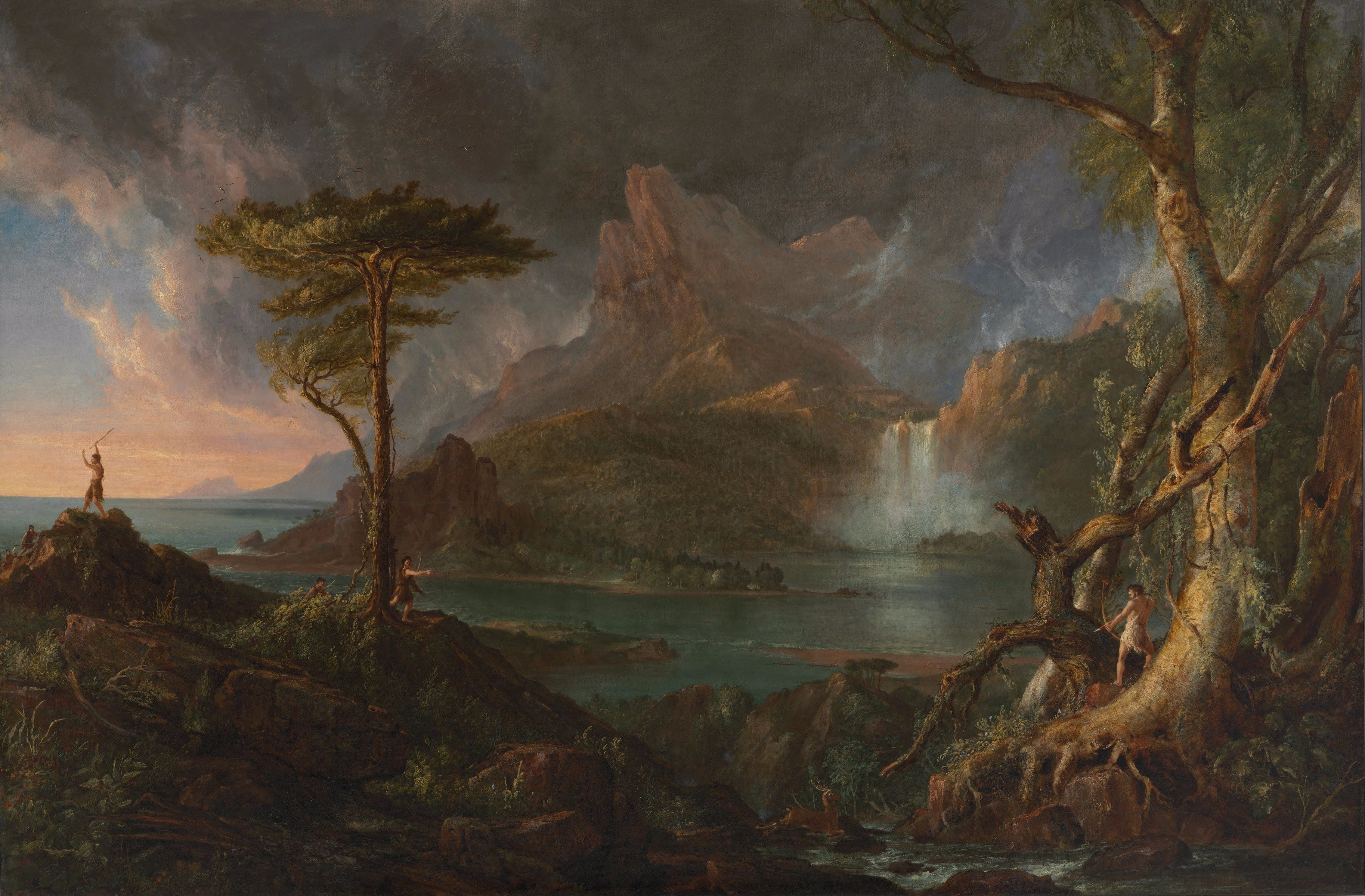
A Wild Scene (1832)
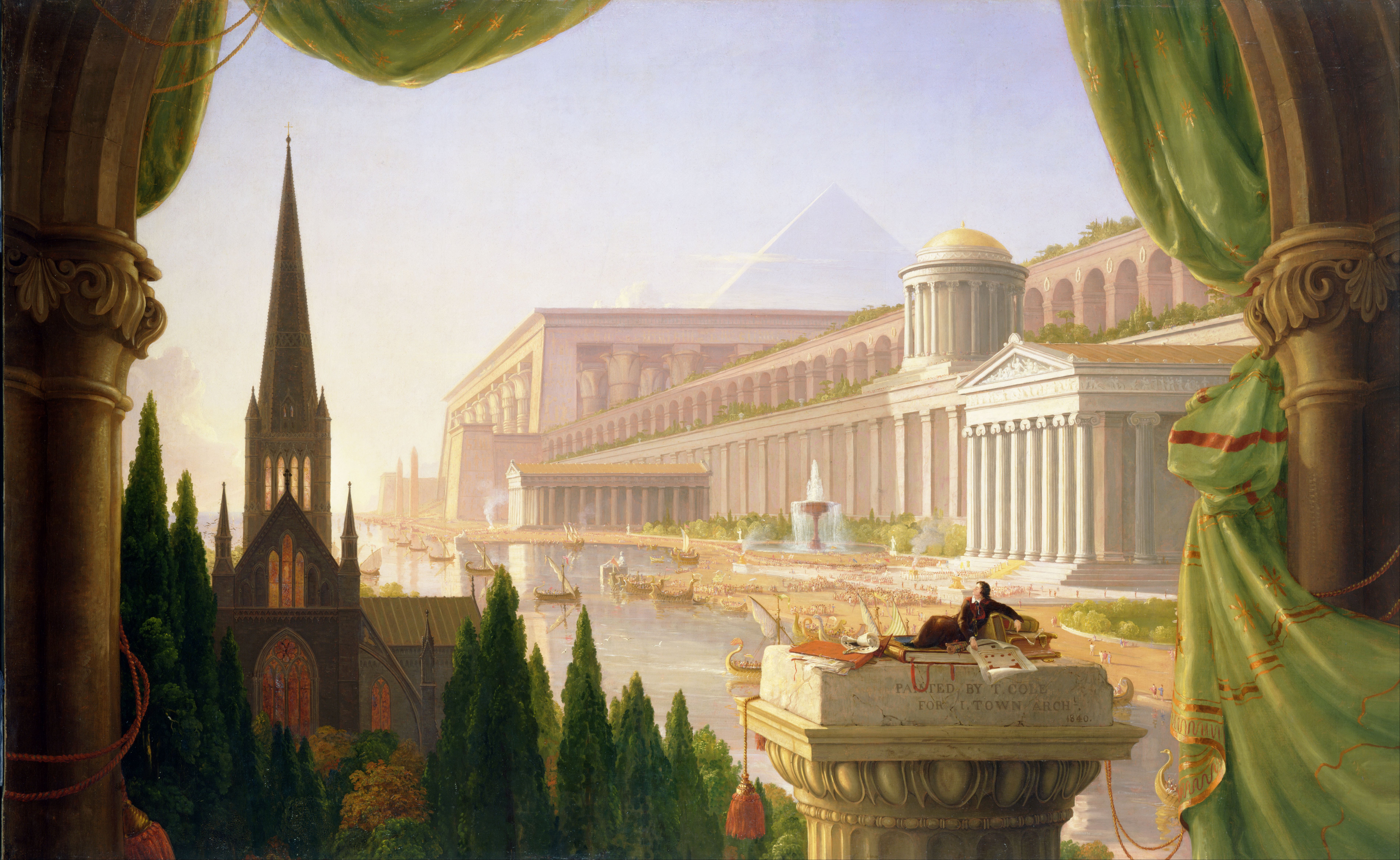
The Dream of the Architect oder The Architects Dream (1840)
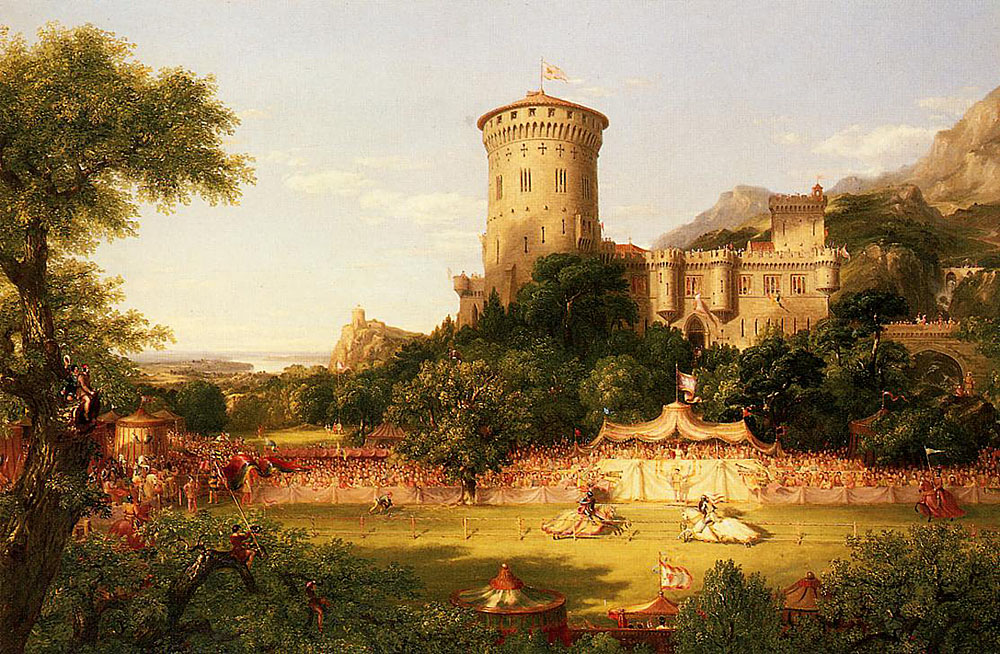
The Past (1838)
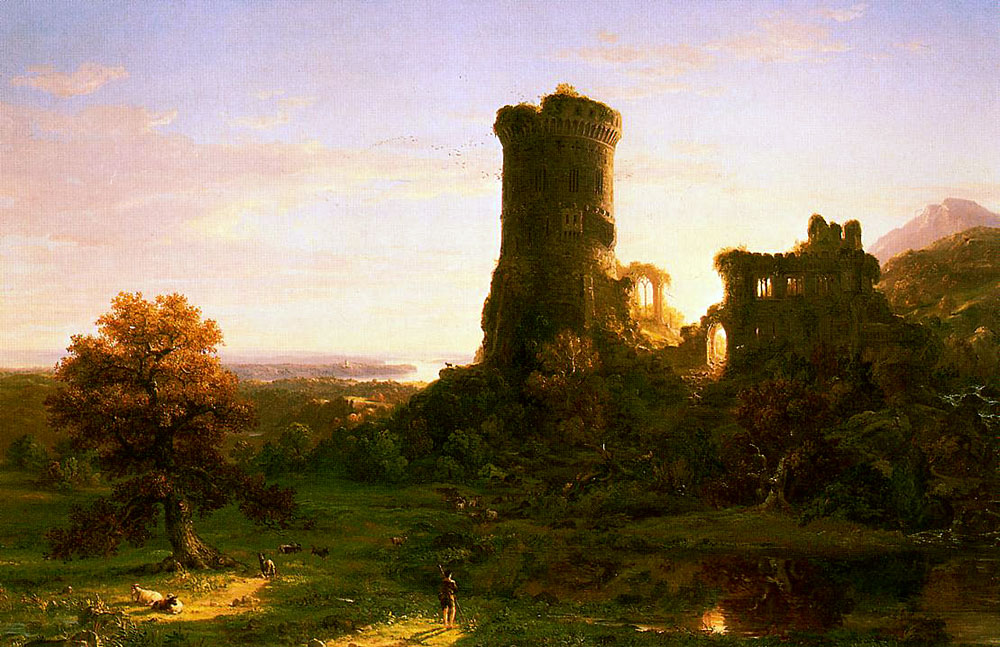
The Present (1838)
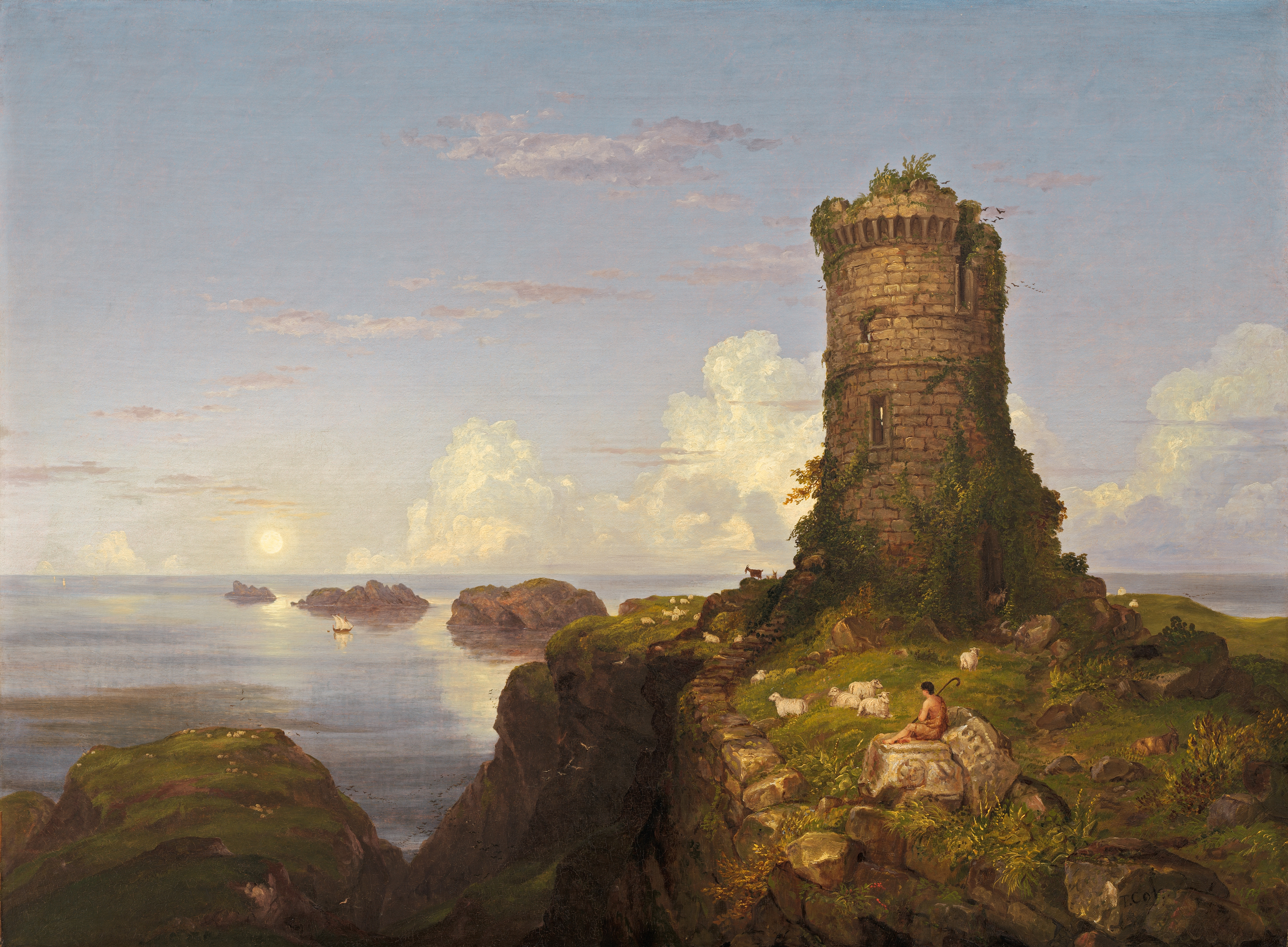
Italian Coast Scene with Ruined Tower oder Romantic Landscape with Ruined Tower (1838)

Eine Betrachtung von The Course of Empire provoziert in der Regel auch eine Erwähnung der anderen berühmten Gemäldeserie des Malers – The Voyage of Life. Diesen vierteiligen Zyklus fertigte er 1842, sechs Jahre nach dem ersten. Ebenso wie in The Course of Empire behandelt er darin erneut das Thema der Vergänglichkeit, wobei der Fokus wesentlich klarer auf der Sterblichkeit des Einzelnen liegt, da die Bilder eine Hauptperson haben. Diese wird auf ihrem allegorischen Lebensweg, den sie in einem Boot auf einem Fluss zurücklegt, von einer Engelsfigur begleitet und entwickelt sich von einem Säugling bis hin zu einem alten Mann, dem der Engel im letzten Gemälde schließlich den Weg in den Himmel weist.

## Rezeption und Bewertung
Die zeitgenössische Kritik lehnte die Serie überwiegend aus formalen Gründen ab; häufig war die Meinung anzutreffen, Cole hätte während der Reise durch Europa seine kreative Schärfe verloren. Heute wird dazu zumeist die Ansicht geäußert, dass es keine erfolgversprechende Idee war, in den noch jungen Vereinigten Staaten – ausgestattet mit den zahllosen Verheißungen und dem Idealismus, die in den ersten drei Bildern wiedergegeben werden – neben dem Aufstieg auch das unvermeidliche Ende einer Gesellschaft abzubilden. Die meisten Auftraggeber bevorzugten allerdings ohnehin direkt wiedererkennbare amerikanische Landschaften, die Cole ihnen auch lieferte. Obwohl er häufig betonte, dass er solche Bilder weniger gerne malte, wird diesen rein realistischen Landschaftsbildern die gleiche künstlerische Qualität zuerkannt, wie seinen generell bekannteren Arbeiten mit religiösem oder allegorischem Akzent. Es gab jedoch durchaus auch äußerst positive Stimmen, die The Course of Empire explizit als künstlerisches Meisterwerk lobten. So erschien beispielsweise anlässlich von Coles Privatausstellung 1836 in der November-Ausgabe des American Monthly Magazine folgende Rezension:
„These pictures, as we have heard it observed by a distinguished artist, will hereafter mark a new era in the history of painting. They constitute a grand moral epic; each picture of the series being as perfect in itself as a single book or a finished poem; and the whole together comprising a system which, for completeness and grandeur of conception, may be classed with the nobles works of imagination.“
„Diese Bilder – nach dem, was wir aus den Beobachtungen eines hervorragenden Künstlers [eines Experten] gehört haben – werden hiernach eine neue Ära in der Geschichte der Malerei markieren. Sie stellen ein großes moralisches Epos dar; jedes Gemälde der Serie ist für sich allein so perfekt wie ein Buch oder ein abgeschlossenes Gedicht; und alle zusammen bilden ein System, das, bezogen auf Vollständigkeit und Erhabenheit der Konzeption, in einer Reihe mit den prächtigsten Werken der Vorstellungskraft genannt werden darf.“
Auch Coles Zeitgenosse James Fenimore Cooper, ein bekannter Schriftsteller der Romantik, zeigte sich sehr angetan vom Zyklus und verdeutlichte dessen Erfolg 1849 mit den Worten
„Not only do I consider the Course of Empire the work of the highest genius this country has ever produced, but I esteem it one of the noblest works of art that has ever been wrought.“
„Ich halte The Course of Empire nicht nur für das Werk des größten Genies, das dieses Land je hervorgebracht hat, sondern betrachte ihn als eines der besten Kunstwerke, die je geschaffen wurden.“
Die Kunsthistorikerin Mary Jane Sobinski-Smith von der Western New England University vertritt die Ansicht, der Zyklus sei eine allegorische Erzählung über die Entwicklung einer Zivilisation im machtvollen Rahmen der Natur, die sowohl belehren als auch warnen soll. Er verdeutliche zwar Coles Angst vor dem wachsenden Fortschrittswahn der US-Amerikaner zulasten der Natur, sei darüber hinaus allerdings nicht lediglich eine Verkörperung von Coles eigener Philosophie des spirituellen Wertes der Natur und ihrer Überlegenheit über die Menschheit und ihre Zivilisationen, sondern reflektiere auch vorherrschende religiöse, künstlerische, wissenschaftliche und soziopolitische Ideen innerhalb der US-amerikanischen Kultur der 1830er Jahre. Darüber hinaus reflektieren die Bilder laut Sobinski-Smith Ideen, die sich im Transzendentalismus, in der Assoziationspsychologie und im Aktualismus finden, sowie ferner konservative Visionen soziopolitischer Ordnungen anderer berühmter Künstler, Schriftsteller und Philosophen jener Zeit. Andererseits unterscheiden sich Coles explizit pessimistische Deutungen deutlich von den Ansichten seiner Zeitgenossen, die die Zukunft der noch jungen Vereinigten Staaten mehrheitlich als grenzenlos und uneingeschränkt erfolgversprechend ansahen. Cole jedoch macht die implizite Andeutung, dass der Nation besser gedient ist, wenn sie sich an ihre ursprünglichen bukolischen Grundsätze hielte, anstatt den imperialen Versuchungen von Kommerz, Eroberung und Kolonisation nachzugeben. Weiterhin kommt Sobinski-Smith zur Erkenntnis, dass die Spannung zwischen der Macht der Natur und der Macht des Menschen in den Zyklusbildern etwas schaffe, das sie als „Myth of the Land“ (Mythos des Landes) bezeichnet. Dieser sei auch in den literarischen Werken von William Bradford, James Fenimore Cooper, Ralph Waldo Emerson, Henry David Thoreau und Henry Nash Smith porträtiert worden.
Die Experten des Thomas Cole House (eingetragen im National Register of Historic Places seit 1966) in Catskill, New York, sehen zudem noch eine politische Interpretationsmöglichkeit: In den 1830er Jahren erlebten die Vereinigten Staaten eine Periode intensiver Debatte und Auseinandersetzung zwischen Anhängern der neu gegründeten, volksnahen Demokratischen Partei und jenen, die noch die Strömung der bereits aufgelösten, als elitär geltenden Föderalistischen Partei vertraten. Rasanter wirtschaftlicher Aufschwung und industrielles Wachstum führten zu einer neuen Einkommensverteilung, Wohlstandextrema und sozialpolitischen Umbrüchen. Cole identifizierte sich stark mit seinen aristokratischen Mäzenen und unterstützte die Föderalisten der United States Whig Party, die den Demokraten jener Ära vorwarfen, die traditionellen sozialen Autoritäten sowie das politische und wirtschaftliche Klima nachhaltig zu beschädigen. Einige Fachleute, wie beispielsweise die Kunsthistorikerin Angela Miller von der Washington University in St. Louis, gehen daher davon aus, dass der caesarenähnlich dargestellte Herrscher, der in The Consummation of Empire von einem Elefanten gezogen in prunkvoller Prozession die Brücke überquert, eine wenig schmeichelhafte – für Zeitgenossen sehr wohl erkennbare – Anspielung auf den zur damaligen Zeit regierenden demokratischen US-Präsidenten Andrew Jackson ist. Sie hebt hervor, dass die Figur eine Vorstellung imperialer Herrschaft verkörpere, die dem vorherigen Bild The Arcadian or Pastoral State kontrastreich entgegengesetzt sei – dort impliziere die Darstellung einer offenbar antik-griechischen Ideallandschaft zugleich die entsprechende demokratisch-republikanische Regierungsform.